# Ligue de défense juive
Ne doit pas être confondu avec Jewish Defense League.
Pour les articles homonymes, voir LDJ.
La Ligue de défense juive (LDJ, traduction de l'anglais « Jewish Defense League ») est la branche française, fondée en 2000, d'un mouvement néosioniste d'extrême droite créé à New York, aux États-Unis par Meir Kahane, où il est classé depuis 2001 comme organisation terroriste par le gouvernement, à la suite de la préparation d'une double attaque contre une mosquée et contre un membre du Congrès des États-Unis. Le Kach et Kahane Chai, autre mouvement créé par Meir Kahane en Israël, est également interdit par le gouvernement israélien. Il se présente comme défenseur de la communauté juive française contre la judéophobie.
La LDJ est considérée par certains comme extrémiste et violente (en raison d'échauffourées et d'agressions entre ses membres et diverses personnes) et comme à l'extrême droite des instances représentatives juives françaises, sans en faire partie. Les positions des organisations communautaires juives françaises à l'égard de ce mouvement vont de la condamnation à des positions plus nuancées.

## Dirigeants et membres notoires
- Antony Attal : né en 1977, il est membre du Betar de 1991 à 1994. Il rejoint la LDJ en 2001. Il en prend la direction jusqu'en 2009. Il est condamné en 2005 à 10 mois de prison avec sursis pour coups et blessures portés à 4 étudiants de l'Association générale des étudiants de Nanterre[8],[9].
- Philippe Avichai, responsable de la LDJ de 2009 à 2010[10].
- Joseph Ayache alias « Yossi Ayache » est considéré par la police comme le principal dirigeant de la LDJ en 2014[11]. Président de la vitrine financière de la LDJ[réf. nécessaire], l'association Solidarité Israël, dont les statuts sont déposés en novembre 2011[12]. Il est passé par le Betar puis effectue son service militaire au sein de l'armée israélienne. Il aide aussi les proches de Lee Zeitouni dans leur recherche des auteurs de l'accident[13]. Il est en fuite en Israël à la suite de sa condamnation[14].
- Jean-Claude Nataf : il se présente en 2014 comme un chargé de communication de la Ligue. Il possède de nombreux alias : « Itshak Rayman », « Michaël Carlisle », « Eliahou Tubiana », « le Vieux ». Il est l'un des cadres qui, en 2001, fonde la Ligue avec Pierre Lurçat[11].
- Grégory Chelli[15], alias « Ulcan »[16], hacktiviste condamné à quatre ans de prison en 2024 et toujours poursuivi pour de multiples autres délits et crimes (harcèlements, menaces de mort, attaques de sites, swattings - ayant potentiellement causé la mort d'une personne - etc.)[17]. Il n'est plus membre de la LDJ[16].

## Statut légal de l'organisation
La constitution de la LDJ en octobre 2000 sous le nom de Liberté démocratie et judaïsme, renommée ensuite Ligue de défense juive est attribuée selon des sources de presse à un ancien membre du Betar, Pierre Lurçat qui dément dans un premier temps tout lien avec la LDJ,,, avant de reconnaître avoir créé au sein de la LDJ le prix de la désinformation conjointement avec Haim Azses, un cadre de l'Agence juive,. Son dernier dirigeant déclaré en 2006 est Michaël Carliste. Le mouvement compterait entre 100 et 300 membres dans les années 2000 selon les sources,. Quant à l'association déclarée Liberté démocratie et judaïsme, elle s'est auto-dissoute par déclaration à la préfecture de Paris le 14 juin 2003,.

## Principes et activités

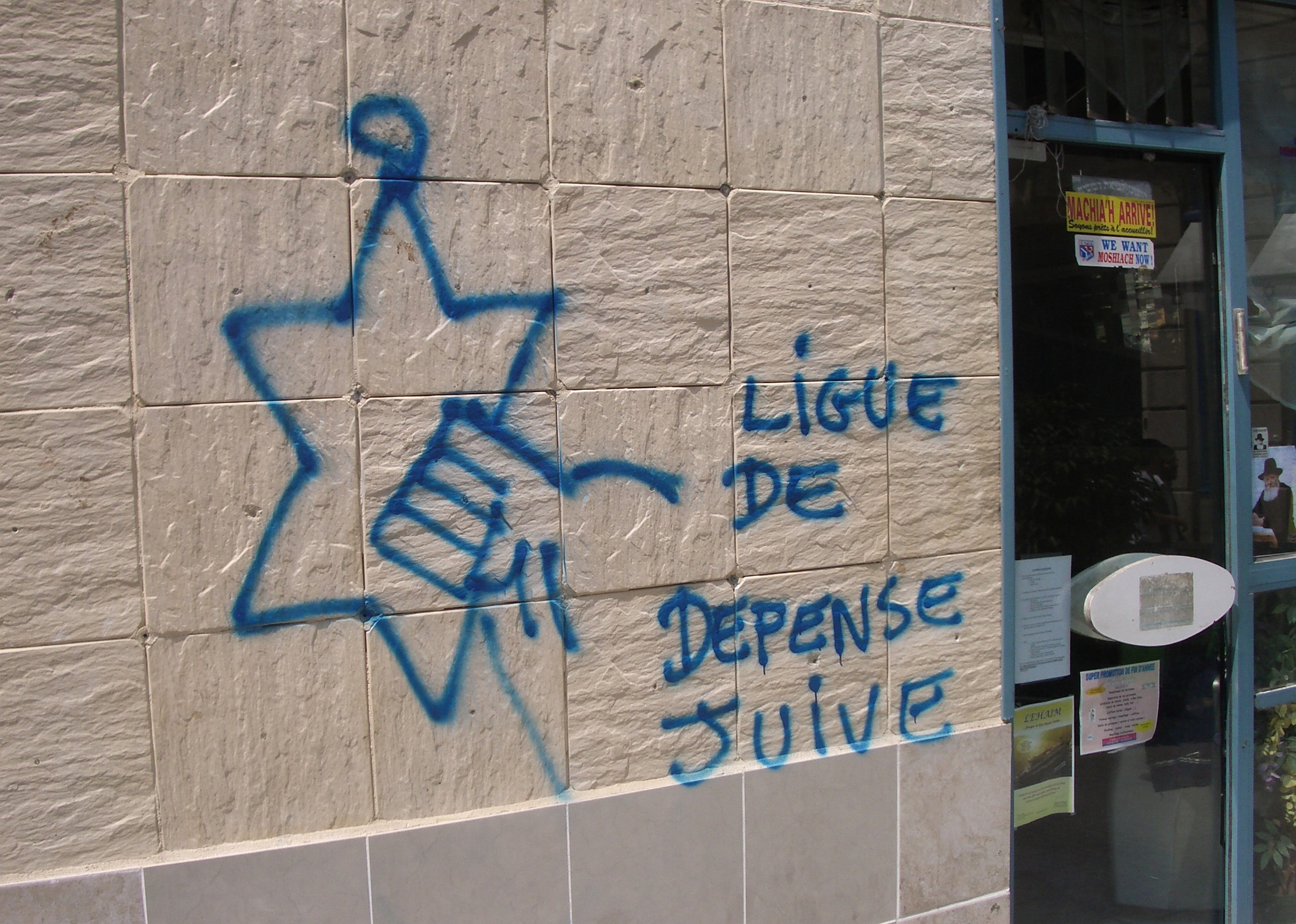

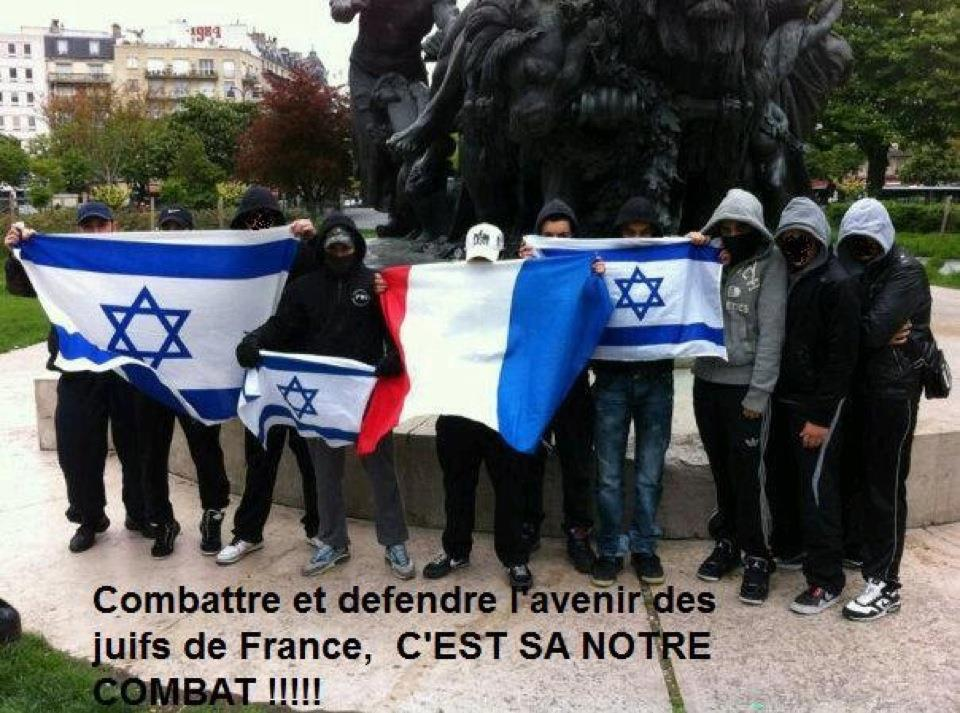
Membres de la LDJ brandissant des drapeaux français et israéliens.

Selon Yair Cohen, un des porte-parole de LDJ en 2009, cette organisation est « une organisation sioniste qui s'efforce tous les jours de lutter contre l'antisionisme donc contre l'antijudaïsme ou l'antisémitisme ». Selon lui, la LDJ regrouperait « une centaine d'adhérents, des jeunes entre 18 et 35 ans, en région parisienne ». Il affirme qu'en cas de « menace grave pour la communauté » cette organisation pourrait mobiliser plus d'un millier de personnes. Il nie toute relation avec le mouvement Kach et Kahane Chai, interdit en Israël ou la Jewish Defense League interdite aux États-Unis, expliquant que la LDJ est indépendante et « n'a aucun contact avec ces mouvements » tout en admettant partager le même logo que ces deux organisations. Selon Jacques Leclercq, dans son dictionnaire des Droites conservatrices, nationales et ultras, cet abandon des références à Kach et Kahane Chai a pour but d'éviter le processus de dissolution.
L'association Europe Israël de Jean-Marc Moskowitz dépose les demandes de manifestation de la LDJ à la préfecture de police, la LDJ n'ayant pas d'existence légale.
En janvier 2015, l'organisation relaie un appel à manifester contre une prétendue « islamisation », lancé par le site web d'extrême droite Riposte laïque, à la suite des actions du mouvement allemand raciste PEGIDA.

### Défense de la communauté juive
D'après l'émission Complément d'enquête consacrée à l'antisémitisme et diffusée sur France 2 le 20 septembre 2004, les membres de la LDJ s'entraînent au combat dans un bâtiment public gardé par la Police nationale, ils suivent des cours de krav-maga, la technique de combat de l'armée israélienne. Selon Jacques Leclerq, ce sont des « « conseillers techniques » venus d'Israël [qui] les forment ».
Le 11 septembre 2011 : le porte-parole de la Ligue de défense juive française, Amnon Cohen annonce que l'organisation recrute « des Juifs avec une expérience militaire pour défendre les colonies » lors des marches de manifestations palestiniennes prévues entre les 19 et 25 septembre,.
Durant les manifestations qui ont dégénéré à Paris et à Sarcelles, en juillet 2014, des membres de la LDJ et du Service de protection de la communauté juive se félicitent d'avoir protégé deux synagogues contre des manifestants pro-Hamas. On fait état aussi d'affrontements : certains membres de la LDJ, armés de divers objets, s'en prennent à des manifestants pro-palestiniens dont certains sont tout aussi belliqueux.
Selon The Times of Israel, plus de 115 agressions ont été attribuées au mouvement depuis sa création en 2011. Politis évoque quelques-unes de ces affaires, dont certaines n'auraient jamais fait l'objet de poursuites, et fait part de « la certitude d'impunité », ressentie par une des victimes, dont jouirait le noyau du groupe.

### Actions violentes
Le nom de la LDJ est cité à propos d'actes violents recensés par diverses sources (associations, sources policières, journalistes et autres témoins), parfois une revendication ou une identification formelle de la LDJ est faite, parfois elle est alléguée, parfois la LDJ nie son implication.
Le 23 septembre 2012, M6 diffuse un reportage sur la LDJ, montrant des activités des membres de l'organisation ; collages d'affiches, graffitis, stand militant rue des Rosiers, expédition violente contre des agresseurs d'un jeune juif. Un habitant du Marais exprime son hostilité à la LDJ, et un rabbin son désaccord avec les affiches collées par la LDJ, menaçant de mort Youssouf Fofana, le chef du « gang des barbares », qui ont enlevé, séquestré et torturé à mort Ilan Halimi dans la région parisienne en janvier 2006, du fait de son appartenance à la communauté juive.

#### Agressions contre des personnes
En 2012, des membres de la LDJ s'en prennent au pacifiste franco-israélien Ofer Bronchtein, président du Forum international pour la paix et détenteur d'un passeport diplomatique palestinien, agressé dès son arrivée pour l'empêcher d'entrer à un congrès des Amis français d'Israël auquel il était invité,.
En avril 2009, deux Maghrébins sont agressés par une quinzaine de membres de la LDJ, une agression à caractère raciste selon le journal Le Monde. En février 2015, le procès est toujours en attente, du fait notamment que certains suspects n'ont pas répondu à leur convocation pour leur mise en examen, et sont soupçonnés d'avoir refait leur vie en Israël.
D'autres agressions sont imputées à la LDJ par les victimes, voire des témoins :
- En 2002, plusieurs témoignages rapportent que des jeunes vêtus du T-shirt jaune de la LDJ ont poursuivi et frappé des personnes d'origine maghrébine en marge d'une manifestation du CRIF, sur la place de la Bastille et dans les rues voisines[37].
- En 2003, des menaces sont commises à l'intérieur de locaux de la Justice, à l'occasion de procès où est mis en cause le webmaster d'un « site extrémiste juif »[38]
- En 2003, Mouloud Aounit, président du Mouvement contre le racisme et pour l'amitié entre les peuples (MRAP), affirme avoir été « agressé à l'institut du Val Mandé par des individus casqués ». Il met en cause « des membres de la LDJ »[39],[40]. Selon Politis qui met en cause la LDJ, en 2012, Olivia Zémor, présidente de CAPJPO-EuroPalestine est aspergée de peinture à l'huile rouge alors qu'elle est assise à la terrasse d'un café[32].
- En 2003, des membres de l'Association générale des étudiants de Nanterre sont agressés au Tribunal administratif de Paris par une quinzaine de personnes. Anthony Attal, un des responsables de la LDJ, est condamné en septembre 2004 à dix mois de sursis dans cette affaire[41].
- En octobre 2012, Houria Bouteldja est agressée de la même façon à Paris ; elle accuse la LDJ, qui a mis en ligne la vidéo de l'agression et sera condamnée[42].
- En 2012, la LDJ s'en prend également par deux fois au militant juif antisioniste Jacob Cohen, le 12 mars et le 5 juillet[21],[32].
- La LDJ et Ulcan s'en prennent aussi à Kamelancien pour ses positions pro-palestiniennes. Le rappeur reçoit des menaces de mort et intimidations[43].
- En 2013, trois membres de la LDJ sont condamnés pour une agression au couteau contre un jeune juif de 16 ans qu'ils ont mépris pour un gitan[26].
- En juillet 2014, le géopolitologue Pascal Boniface est menacé par un membre de la LDJ[44].
- Le 23 octobre 2015, des militants de la LDJ agressent David Perrotin, journaliste de BuzzFeed, devant les locaux de l'AFP[45],[46].
- Le 26 mars 2018, cinq militants actifs de la Ligue de défense juive se rendent au domicile d'un suspect du meurtre de Mireille Knoll et menacent de « brûler toute [sa] fratrie ». Contrôlés par la police, quatre de ces cinq militants s'avèrent être des fichés S[47].

#### Manifestations violentes
La LDJ est mise en cause dans des distributions de tracts ou manifestations à l'issue desquelles des personnes sont blessées, la quasi-totalité du temps sans que sa responsabilité ait été effectivement démontrée[réf. nécessaire].
Ainsi, en marge d'une manifestation organisée par le Conseil représentatif des institutions juives de France (CRIF) en 2002, plusieurs centaines de militants du Bétar et de la LDJ, en marge de la manifestation, provoquent de violents incidents durant lesquels plusieurs personnes (dont un commissaire de police) sont blessées. Les deux mouvements nient toute responsabilité dans ces violences ; pour la LDJ, les incidents sont « liés à des éléments incontrôlés et suscités en partie par la présence de provocateurs propalestiniens sur les lieux de la manifestation ».
En janvier 2009, des lycéens de Janson-de-Sailly sont agressés lors d'une distribution de tracts de l'organisation par des militants ; l'organisation nie toute implication dans cette agression. En juillet, une librairie pro-palestinienne est saccagée ; les casseurs, tous proches de la LDJ, sont arrêtés quelques jours après l'incident et condamnés. En 2011, une vingtaine de membres de la LDJ interrompent violemment une conférence donnée par l'association France-Palestine Solidarité à la mairie du 15e arrondissement de Paris ; sept de ses membres sont interpellés par la police.
En juin 2014, à la suite de l'enlèvement de trois adolescents israéliens en Cisjordanie, la LDJ et le Bétar organisent une manifestation de soutien à Paris ; la marche donne rapidement lieu à des accrochages avec les forces de l'ordre, les manifestants tentant de prendre d'assaut les locaux de la mission palestinienne, ou agressant les passants tout en leur lançant des injures racistes.
Le dimanche 13 juillet 2014, la LDJ est impliquée dans les incidents qui opposent des participants d'une manifestation en soutien à la population de Gaza à des militants de la Ligue venus provoquer les manifestants,. Le ministère de l'Intérieur déclare surveiller de près cette organisation, et son ministre Bernard Cazeneuve condamne des « actes répréhensibles » commis par des membres de cette Ligue.
Lors de la marche blanche organisée le 28 mars 2018 en hommage à Mireille Knoll, la Ligue de défense juive, menée par son leader Jean-Claude Nataf (alias Eliahou), proche à la fois du Conseil représentatif des institutions juives de France (CRIF) et de l'extrême droite, provoque volontairement des violences dans cette manifestation de solidarité et de lutte contre l'antisémitisme, obligeant Jean-Luc Mélenchon à être exfiltré de la manifestation,. Le même jour, le groupuscule protège par ailleurs Marine Le Pen et Gilbert Collard, moleste des journalistes et jette à terre le rabbin Gabriel Farhi.
Lors de la marche contre l'antisémitisme du 12 novembre 2023, la Ligue de défense juive assure le service d'ordre du Rassemblement national. Un jeune homme passant en vélo à côté d'une manifestation contre l'antisémitisme criant un slogan contre Marine Le Pen est agressé par des militants de la LDJ. Il est lynché au sol aux cris de « défoncez le ce fils de pute ». Ils agressent aussi des membres du collectif Golem, un groupe de juifs et juives de gauche,.

### Prises de positions

#### La mise en cause des médias
La LDJ participe à plusieurs reprises à la remise du prix de la désinformation, appelé aussi parfois prix Goebbels en référence au dirigeant nazi Joseph Goebbels, aux médias qu'elle accuse de partialité dans le traitement du conflit israélo-palestinien, tels que Sara Daniel en 2001, Charles Enderlin en 2002 pour l'affaire al-Durah, ou Willem en 2006.

#### Des actions contre des manifestations culturelles
À plusieurs reprises, la LDJ intervient de façon virulente contre des manifestations culturelles : exposition d'œuvres du photographe allemand Kai Wiedenhöfer au Musée d'art moderne de la ville de Paris, qui montre des victimes palestiniennes de la guerre de Gaza de 2008–2009, projection du film Would You Have Sex with an Arab? (Coucheriez-vous avec un Arabe ?) de Yolande Zauberman à l'Institut du monde arabe.

#### Soutien au site theinglouriousbasterds.com
Ce site se donne pour mission de traquer et faire punir les personnes responsables de propos antisémites sur le web. Ainsi, le 23 octobre 2015, une étudiante à Sciences Po Paris qui fait un stage à l'ambassade de France à New York, au service culturel, twitte que les juifs sont « des rats à mettre dans des fours ». Ses propos sont rapportés à l'Ambassade de France qui met immédiatement fin à son stage et le 25 octobre, elle est suspendue de Sciences-Po, pour en être exclue définitivement le 16 décembre.

#### Article à propos de Baruch Goldstein
Le 22 février 2014, la LDJ met en ligne sur son site un article consacré à Baruch Goldstein, auteur du massacre du tombeau des Patriarches à Hébron en 1994. L'article cite des textes qui le présentent comme un « saint » et un « martyr », ainsi que des écrits du rabbin Yitzchak Ginsburgh (du mouvement Loubavitch) qui justifie son action : dans son livre Baroukh l'homme. Ouvrage à la mémoire du docteur Barouck Goldstein, le Saint- Que Dieu venge son sang, celui-ci indique que le geste de Goldstein constitue « un accomplissement de nombreux commandements de la loi juive », que « la vie d'un juif vaut plus que celle d'un non-juif », et incite à « tuer un non-juif en cas de risque, même faible, qu'il agisse (même indirectement) en vue de porter atteinte à des vies en Israël ». L'Union juive française pour la paix y consacre un article indigné le 27 février 2014 et accuse le pouvoir de complaisance envers cette association.

## Controverses
Selon Cécilia Gabizon et Johan Weisz, la LDJ a bénéficié d'un « aveuglement bienveillant » de la part des institutions juives et « participé régulièrement au service d'ordre des différentes manifestations organisées par elles ». Ils estiment qu'à partir de 2005, « elle perd son petit capital de sympathie, bien que le clivage entre modérés et extrémistes [se soit] rarement conclu par un divorce ». Le CRIF, par la voix de Richard Prasquier, dément l'accusation selon laquelle la LDJ aurait participé au service d'ordre des différentes manifestations organisées par les associations communautaires juives.

## Ligne politique
La Ligue de défense juive se réclame du kahanisme en référence à son fondateur Meir Kahane et de Baruch Goldstein, auteur du Massacre du tombeau des patriarches. Elle se veut la filière française de la Jewish Defense League et des partis politiques israéliens d’extrême droite comme Otzma LeYisrael.
Accusée d'être anti-arabe et fasciste, elle apporte un « soutien vigilant » à Marine Le Pen, en 2011. Jean-Claude Nataf, proche du Bloc identitaire, est présent avec Louis Aliot, à la fête des Bleu-blanc-rouge en 2007 et lors du défilé du Front national du 1er mai 2013. En 2006, la LDJ incruste deux élus frontistes au sein d'une marche blanche pour Ilan Halimi, dont Marie-Christine Arnautu. Sous le pseudonyme d'Amon Cohen, un des responsables affirme au Parisien, après la mort d'un bijouter juif lors d'un braquage, « que de plus en plus sont tentés par un vote protestataire pour le Front national ». Elle protège le Front national/Rassemblement national lors de la marche blanche en hommage à Mireille Knoll en 2018 et lors de la marche contre l'antisémitisme du 12 novembre 2023,.

## Positions d'institutions communautaires juives
La position des organisations communautaires juives françaises à l'égard de la LDJ est quelquefois celle d'une condamnation ferme, d'autres fois elle est plus nuancée.
Le CRIF, autrefois accusé d'utiliser la LDJ comme son « bras armé » selon Jacob Cohen, dément ces accusations. Richard Prasquier déclare en juillet 2012 « Ce sont des mensonges absolus. La LDJ a des positions et des modes d'action que je réprouve totalement. Au niveau des idées nous sommes aux antipodes. Je suis d'ailleurs moi-même la cible d'insultes sur leur site. Ce sont des jeunes gens paumés, pris en charge par une poignée d'adultes ; ils sont très peu nombreux. Le fait qu'ils soient vociférants ne doit pas en faire une espèce de spectre qui siégerait à l'extrême droite de la communauté juive ». Richard Prasquier considère que « l'interdiction de la LDJ n'est pas à l'ordre du jour », arguant que « le choix de la dissolution ne me paraît pas être un sujet d'une grande urgence. Je ne pense pas que la LDJ ait été accusée de méfaits graves. Je n'en sais d'ailleurs pas grand-chose. ».
Dans la foulée de l'agression de Houria Bouteldja, il déclare en novembre 2012 : « Rien ne m'agace plus que d'entendre qu'il s'agit du « bras armé » du CRIF. C'est une absurdité et le CRIF n'a strictement rien à voir avec ce mouvement, qui n'est d'ailleurs qu'un groupuscule. On les voit dans des manifestations dont ils tentent de détourner l'objet comme après l'assassinat d'Ilan Halimi par exemple. Mais ils ne sont qu'un petit groupe d'ados un peu déboussolés qu'encadrent quelques adultes que nous n'avons jamais rencontrés ». Il explique par ailleurs, concernant ce groupuscule, que le CRIF ne pouvait « pas faire grand-chose, puisqu'elle n'a rien à voir avec une institution juive officielle quelconque. Nous savons qu'elle peut être violente et nous attendons de la police qu'elle la sanctionne ou des autorités qu'elles la dissolvent, même si ce genre d'organisation peut renaître sous un autre nom le lendemain de sa dissolution ». Richard Prasquier relativise cependant sa critique de la LDJ à cause de « la symétrie que l'on peut parfois établir entre elle et d'autres phénomènes violents de la société française ». Il déclare sur ce point : « Nous n'aimons pas la LDJ, mais nous trouvons grotesque de suggérer qu'elle serait l'équivalent d'un Merah, par exemple. C'est une tentative de renvoyer dos-à-dos un terroriste et une poignée de voyous comme s'il s'agissait d'une sorte de confrontation symétrique entre communautés. Ça n'a pas de sens ».
Pour le vice-président de l'Union des patrons et des professionnels juifs de France, Claude Barouch, « le combat de la LDJ est le même que le nôtre, seules les méthodes diffèrent ».
Selon Benjamin Abtan, alors président de l'Union des étudiants juifs de France (UEJF), la Ligue de défense juive est « un mouvement raciste, qui prospère sur l'idée que la population juive n'a plus d'avenir en France ».
Lors de la manifestation de 2002 ayant conduit à de graves incidents, les Éclaireuses et éclaireurs israélites de France (EEIF) condamnent « fermement les agissements haineux et violents des petits groupes d'extrémistes » dont la LDJ « qui ont sali l'image de la communauté juive de France et qui, malgré leur poids ultraminoritaire, ont contrecarré les objectifs pacifiques et démocratiques de l'immense majorité des manifestants présents ».

## Points de vue extérieurs
Pour Jean-Yves Camus, qui analyse l'instrumentalisation du conflit israélo-palestinien en France, si cette instrumentalisation correspond à une communautarisation mal venue et à une droitisation d'une partie de la communauté juive, il est essentiel de ne pas faire d'amalgame entre la LDJ, mouvement d'extrême droite inspiré par Meir Kahane, et un mouvement tel que le Betar, issu du Likoud, « un mouvement de droite, tout simplement », au risque de passer à côté d'un fait important, à savoir la naissance en France d'un véritable courant néoconservateur juif.
Pour Johan Weisz, qui a passé six mois en compagnie des membres de la LDJ pour le média pureplayer StreetPress, il s'agit d'un groupe parisien de trente jeunes Français communautaristes et ultra sionistes parrainés par deux membres plus âgés (le noyau dur), qui affirment leur identité et leurs « valeurs » dans des actions violentes visant à « défendre la communauté juive en France et en Israël », qui sont diffusées avec force sur les réseaux sociaux. Le groupe serait organisé via un groupe Facebook, IRL, et bien connu des forces de police.

## Réactions politiques et demandes de dissolution
Les premières demandes de dissolution, à l'origine du Mouvement contre le racisme et pour l'amitié entre les peuples (MRAP), datent de 2002.
En 2009, le MRAP, le NPA, des Verts, le Parti de gauche dans une pétition relayée par l'Union juive française pour la paix demandent la dissolution de la LDJ française pour violence, certaines de ces associations s'interrogeant au sujet du traitement des plaintes concernant ce groupe.
En 2012, après la mise en ligne sur son site des images de l'agression commise la veille contre la porte-parole du Parti des indigènes de la République (PIR), Houria Bouteldja, ainsi que des agressions du même type commises en 2012 contre deux militants de la cause palestinienne, la dissolution est demandée par des militants, sans succès. Selon « un proche du dossier [ayant préféré] conserver l'anonymat », cité par Politis, « C'est à croire qu'on laisse faire pour attiser les violences communautaires. Le silence [des autorités] est coupable, car la LDJ est vraiment génératrice de haine raciale ».
À la suite de heurts survenus à Barbès et à Sarcelles en marge des manifestations de soutien aux habitants de Gaza en juillet 2014, et de débordements de la LDJ qualifiés d'« intolérables », le député communiste Jean-Jacques Candelier qualifie l'organisation de « criminelle », et demande sa dissolution dans une lettre adressée au président de la République François Hollande ; il lance une pétition faite en ce sens qui recueille rapidement 40 000 signatures. Dans le même contexte, l'Observatoire national contre l'islamophobie, une composante du Conseil français du culte musulman (CFCM), demande la dissolution de la Ligue de défense juive.
Peu après ces accrochages avec des militants propalestiniens, le ministère de l'Intérieur étudie une procédure de dissolution à l'encontre de la LDJ. Il y renonce quelques mois plus tard : la préfecture explique que, même si des membres peuvent se battre et inciter à la haine raciale, l'association elle-même ne montre pas assez clairement la structure pyramidale d'une milice organisée et son site Internet se garde d'appeler à la haine.
Le 13 novembre 2023, la France insoumise demande l'interdiction de la LDJ après avoir commis des agissements violents lors d'une manifestation et menacé Jean-Luc Mélenchon et le Président de la République française Emmanuel Macron.

## Suites judiciaires
En 2004, un des responsables de la Ligue de défense juive est condamné à 8 mois de prison avec sursis pour avoir agressé dans l'enceinte du Tribunal administratif de Paris quatre étudiants de l'Université de Nanterre.
Le saccage de la librairie Résistances en 2009 conduit à l'arrestation, le 8 juillet, de cinq proches de l'organisation, dont un mineur. Le 10 juillet, jugés en comparution immédiate, les quatre majeurs sont condamnés à quatre mois de prison avec sursis et à indemniser les victimes. Le mineur devait être présenté à un juge pour enfants.
En juillet 2014, deux membres de la LDJ sont condamnés à six et dix mois de prison ferme pour un attentat à la bombe contre un blogueur juif antisioniste.
Début 2015, au moins une procédure judiciaire est en cours contre des militants LDJ,.
En mai 2016, 4 membres de la LDJ sont condamnés pour l'agression de Houria Bouteldja : Daniel Benassaya (webmaster de la LDJ), et Laurent Cashahuda à 6 mois de prison avec sursis, Joseph Ayache (décrit comme chef de la LDJ, en fuite en Israël), à un an de prison, Steeve Bismuth à 1 000 € d'amende pour diffusion de la vidéo.